# Tarja Karlsson Häikiö
Tarja Jaana Aulikki Karlsson Häikiö, född 2 augusti 1962 i Uleåborg i Finland, är en finländsk-svensk professor i visuell och materiell kultur, verksam som forskare och lärarutbildare vid Högskolan för design och konsthantverk på Göteborgs universitet. Barn- och ungdomskultur, bildpedagogik, professionsutveckling, konst, estetik och lärande hör till hennes intresseområden.
Häikiö har arbetat som bildpedagog och pedagogisk handledare inom förskola och skola. Hon har även arbetat som planeringsledare för barn- och ungdomskultur i Göteborgs kommun. Hon disputerade 2007 med avhandlingen Barns estetiska lärprocesser, atelierista i förskola och skola, och är filosofie doktor i konst- och bildvetenskap. Hon har varit med och tagit fram Skolverkets bedömningsstöd för bildämnet i grundskolan.
2011 grundade hon tillsammans med Ina Furtenbach Linden föreningen Formazione Citizen, som vill fortbilda kring "förskoleutveckling, skolutveckling, kvalitetsutveckling utifrån ett kollektivt perspektiv, men också estetik och lärande och frågor kring inkluderande arbetssätt där barn och vuxna ses som likvärdiga, aktiva deltagare i samhället". Häikiö är kontaktperson i Sverige för Bassa Reggiana-förskolor i Reggio Emilia.